# Балакшин, Александр Николаевич
Александр Николаевич Балакшин (рус. дореф. Александръ Николаевичъ Балакшинъ; 28 августа [9 сентября] 1844 или 26 октября 1844, Ялуторовск, Тобольская губерния — 28 ноября 1921, Лондон) — русский купец, промышленный деятель, гласный Курганской городской думы.

## Биография
Александр Балакшин родился 28 августа (9 сентября) 1844 года в купеческой семье в городе Ялуторовске Ялуторовского округа Тобольской губернии Западно-Сибирского генерал-губернаторства, ныне город областного подчинения Тюменской области. Был крещён 3 (15) сентября 1844 года в Вознесенской церкви города Ялуторовска иереем Иоанном Стефановым Пудовковым, восприемниками были: отставной коллежский советник Гавриил Яковлев Шеньшин и его старшая сестра Анисия Балакшина. Его отец, ялуторовский 3-й гильдии купец Николай Яковлевич Балакшин, был близко знаком с декабристами И. Д. Якушкиным, И. И. Пущиным и Е. П. Оболенским, находившимися в ссылке в Ялуторовске. Мать — Еннафа Филипьевна.
Окончил ялуторовскую всесословную школу для мальчиков, а затем — с серебряной медалью — Тобольскую классическую гимназию и в 1860 году поступил в Императорский Казанский университет. 7 (19) октября 1861 года вместе с группой студентов явился к исправляющему должность попечителя Казанского учебного округа с требованием оставить свою должность. 21 октября (2 ноября)  1861 года Совет казанского университета постановил «исключить виновных на год, отдать под надзор полиции и снова через год принять их в университет, если поведение их будет удовлетворительное».
В Ялуторовске познакомился с агентом ЦК «Земли и воли» Платоном Некрасовым, прибывшим в город 15 (27) мая 1863 года. Вместе с его братом Фёдором Некрасовым вёл революционную пропаганду среди рабочих Падунского винокуренного завода, находившегося в 30 верстах от Ялуторовска, а 28 мая (9 июня)  1863 года вместе с ссыльным поляком С. А. Крупским бежал в Европейскую часть России. 3 (15) июня 1863 года оба беглеца были задержаны в городе Оса Пермской губернии.
По окончании срока ссылки поехал в Санкт-Петербург и в течение года учился в Военно-медицинской академии, но через год вынужден был оставить учёбу из-за болезни и вернуться в Ялуторовск. Вероятно, какое-то время он жил в Тобольске или часто бывал там по поручениям отца. В Тобольске стал вхож в дом надворного советника, управляющего Тобольским приказом о ссыльных Михаила Павловича Угрюмовского и женился на его дочери Елизавете.
После женитьбы поступил конторщиком в частное предприятие, а затем с женой и сестрами переехал в Ишимский округ, где совместно с Накаряковым и Ванюковым организовал земледельческую коммуну на арендованной земле. Коммуна вскоре распалась и он переехал в Петропавловск. Сёстры Ольга и Александра остаются в Петропавловске, а он в 1872 году поступил мастером на паточный завод Ивана Константиновича Бакина, в селе Чернавском (Введенское) Курганского округа (ныне Кетовский муниципальный округ Курганской области).
В 1876 основал вместе с компаньоном Андреем Порфирьевичем Ванюковым (1847, Камышлов — 13 (26) августа 1915 года, Логовушка) в деревне Старо-Сидорово (Логоушка) Введенской волости Курганского округа (ныне Кетовский муниципальный округ Курганской области) крахмало-паточный завод. В 1877 году на заводе числилось 40 рабочих, изготовлялось 25600 пудов патоки на сумму 24970 рублей. В 1893 году патоки произвели 20000 пудов на 20000 рублей, крахмала — 2400 пудов на 2800 рублей. Общая сумма доходов составила 22800 рублей, расход исчислялся в сумме 14785 рублей, а именно: закупка картофеля 120000 пудов по 10 копеек на 1200 рублей, камфарного масла 200 пудов на 240 рублей, костного угля 450 пудов на 225 рублей, мелу 400 пудов на 240 рублей, бочонков 1600 штук на 1600 рублей, разных материалов на 480 рублей. В 1895 году завод имел две паровые машины по 18 лошадиных сил каждая, два котла, один промывочный барабан, терку, сито, лари, четыре самотока, шестнадцать чанов, четыре фильтра, два насоса. Работа производилась осенью и зимой. Количество рабочих колебалось от 40 до 60 человек, среди которых обычно были 2-3 женщины, которые получали за месяц 6 рублей, а мужчины 9-12 рублей на хозяйских харчах. Завод выпускал конфеты: «Ситцевую» и «Маслодельную» карамель, «Раковые шейки».
Для посева нужного для завода картофеля он арендовал полоски пашни у соседних с заводом крестьян на два года с платою по 2—3 рубля за казенную десятину (1,09 га). В первый год земля обрабатывается в пару, во второй засевается картофелем. Крестьяне заметили, что на картофелище хлеб родится лучше. Картофелем он засевал до 300 десятин. Обработка земли производится крестьянским скотом, но инвентарем Балакшина. Кроме картофеля «Т-во Балакшин и Ванюков» занималось посевами яровой пшеницы на картофелище на второй год, используя на десятину 9 пудов зерна. Выращивали овес «Триумф». Семена выписали в 1890 году из Санкт-Петербурга, всего три фунта, а в 1895 г. уже сеяли 10 пудов на десятину.
Одновременно вёл общественную работу — в 1879 году организовал первую метеорологическую станцию. В 1880 году вступил в Уральское Общество любителей естествознания (УОЛЕ). В 1887 году на научно-промышленной выставке в Екатеринбурге, организованной УОЛЕ, А. Н. Балакшин и А. П. Ванюков были отмечены медалью.
Занимался благотворительностью и организационной деятельностью (в том числе постройка нового храма в селе Введенском, учреждение в селе Введенском женской второклассной церковно-приходской школы (ЦПШ) и при ней образцовой смешанной ЦПШ).
В течение ряда лет избирался гласным Курганской городской думы.
С 20 августа (1 сентября)  1895 года по 20 сентября (2 октября)  1895 года в Кургане проходила первая сельскохозяйственная и кустарно-промышленная выставка Тобольской губернии, членом оргкомитета которой он был. А. Н. Балакшин и А. П. Ванюков представили коллекцию культивируемых ими сортов картофеля, сопровождаемую сводною таблицею и диаграммой средней урожайности за 10 лет и выводом крахмалистости разных сортов, была выставлена модель гидравлического тарана, в таблицах представлены результаты опытов по орошению полевых угодий и данные метеорологических наблюдений за 15 лет. За выставку компаньоны были награждены Большой серебряной медалью.
12 (24) июня 1897 года стал председателем Курганского отдела Императорского Московского общества сельского хозяйства (КО МОСХ) и в этом же году открыл в губернии два маслодельных завода. В январе 1901 года он возглавил Курганское сельскохозяйственное товарищество, которое должно стать посредником между производителями масла и заграничными рынками его сбыта. В его состав вошли 15 членов-учредителей, к концу года общее число членов достигло 33 человек. На 1-м съезде сибирских маслоделов, состоявшемся в этом же году, был избран председателем «Организации по устройству маслодельных кооперативных товариществ».
Балакшины сперва не имели в Кургане своего дома, снимали квартиры, долго жили на Береговой (ныне ул. Климова). К 1905 году купили дом на имя Елизаветы Михайловны по Бакиновскому переулку (ныне ул. Володарского), который ранее принадлежал Илье Герасимовичу Карпову. Кроме того, в 1911 году Александр Николаевич снимал второй этаж у мещанина Ивана Ивановича Михалева по Центральной (ныне ул. Максима Горького), 92 за 120 руб.
26 августа (8 сентября)  1905 года на собрании КО МОСХа отказался от должности председателя.
В ноябре 1905 года сделал попытку организовать в Кургане свою партию, которую назвал «Народным трудовым союзом». Политическая активность и его попытки баллотироваться в депутаты Государственной Думы были пресечены курганской полицией. 22 марта (4 апреля)  1906 года были произведены обыски в домах Балакшина в Логоушке и в Кургане и в домах его сыновей. При обыске были обнаружены воззвание самого Балакшина; Воззвание сторонников соборности и свободного труда в земле Русской, изданное в Санкт-Петербурге 25 декабря 1905 года (7 января 1906 года); Воззвание Лиги Труда с призывом к избирателям примкнуть к Лиге Труда; Воззвание и программа Партии правого порядка; переписка с единомышленниками. Было возбуждено судебное дело, которое тянулось полтора года. Это не позволило ему выставить свою кандидатуру во 2-ю и 3-ю Государственные Думы. Приговор был вынесен в закрытом судебном заседании 13 (26) ноября 1907 года. В инкриминируемом деянии подсудимого не было обнаружено состава приписываемого ему преступления, а потому он был признанневиновным, причем судебные по делу издержки следовало принять на счет казны.
Организация по устройству кооперативных маслоделен в 1907 году прекратила свое существование.
10 (23) ноября 1907 года по инициативе и его непосредственном участии была создана самая крупная кооперативная организация Российской империи — Союз Сибирских маслодельных артелей (ССМА), где он занимал должность директора. Двенадцать маслодельных артелей соединились в кооперацию. В 1910 году Союз открыл в Берлине собственную контору по продаже масла в Германии. В конце ноября 1912 года в Великобритании было образовано акционерное общество под названием «Союз Сибирских Кооперативных Товариществ», или кратко — «Юнион». К 1913 году ССМА объединил 560 маслодельных и 500 потребительских артелей — 150000 дворов. Оборот достиг 14 миллионов рублей. Из этой суммы 9 миллионов падало на сбыт сибирского масла за границу, более 500 тысяч рублей на заготовку для артелей припасов и материалов для маслоделия и более 4 260 000 рублей на потребительские товары для лавок. В начале мая 1913 года предприниматель отказался от поста директора ССМА и перешёл на работу представителем этой организации в Лондоне — акционерного общества «Юнион», а его место занял сын — Андрей. В январе 1916 года отказался от должности директора в «Юнионе». В апреле 1916 года общее собрание Союза единогласно постановило назначить ему пожизненную пенсию в размере 2500 рублей и просить принять на себя звание Почетного Директора «Юниона».
Александр Николаевич Балакшин умер 28 ноября 1921 года в городе Лондоне Лондонского графства Англии Соединённого королевства Великобритании и Ирландии, ныне город — административный центр региона Большой Лондон Англии Соединённого королевства Великобритании и Северной Ирландии. Похоронен на Хайгейтском кладбище города Лондона.

## Награды
- Золотая шейная медаль на Станиславской ленте «За труды по первой всеобщей переписи населения», 1 января 1898 года
- Большая золотая медаль на Александровской ленте, по представлению Наказного Атамана Оренбургского казачьего войска, за труды по развитию артельного маслоделия, артельных лавок и за организацию сбыта масла среди казачьего населения Оренбургской губернии, май 1914 года

## Память
Улица имени Александра Балакшина в микрорайоне Зайково города Кургана, название присвоено 31 октября 2017 года.

### Памятник в городе Ялуторовске
27 июня 2019 года в Ялуторовске на зелёном бульваре по ул. Новикова  состоялось открытие бюста Александру Николаевичу Балакшину. Автор памятника скульптор, член союза художников, почетный гражданин города Владимир Николаевич Шарапов — 56°39′19″ с. ш. 66°19′01″ в. д.

### Мемориальная доска в городе Кургане
8 июня 2017 года в Кургане  была открыта мемориальная доска на здании, где некогда размещался Союз сибирских маслодельных артелей, ул. Куйбышева, 57. Текст с доски: «В этом здании располагался Союз Сибирских маслодельных артелей. Основатель — купец и меценат Александр Николаевич Балакшин 1844—1921». По словам автора мемориальной доски – художника–монументалиста, члена Союза художников России Бориса Николаевича Орехова, в своем произведении он попытался передать дух эпохи второй половины XIX века, изобразить людей, которые жили в то время в Кургане, ходили по улицам, работали в конторах, на фабриках. Сама доска была отлита из бронзы в Нижнем Тагиле. Центральное место на ней занимает портрет Александра Балакшина, на заднем плане – лица горожан XIX века, его современников — 55°26′04″ с. ш. 65°20′53″ в. д.

## Семья
- Отец — Николай Яковлевич Балакшин (ок. 1790 — 8 марта 1870, Ялуторовск), причислен из мещан в ялуторовские 3-й гильдии купцы 13 (25) декабря 1838 года, затем 2-й гильдии купец. Его мать Параскева Козьмовна (1756 — январь 1840, Ялуторовск) в 1801 году уже числилась купеческой вдовой.
- Мать — Еннафа Филипповна (ок. 1807—?), умерла после 1858 года
  - Брат Константин (ок. 1832—?), в 1860 году был ялуторовским городовым старостой, впоследствии купец
  - Брат Петр (ок. 1841—?), умер после 1858 года
  - Сестра Анисья (ок. 1828—?), выдана в замужество, умерла между 1850 и 1858 годом
  - Сестра Феофания (ок. 1835—?), выдана в замужество, умерла 1850 и 1858 годом
  - Сестра Александра (ок. 1837—?), умерла после 1858 года
  - Сестра Ольга (ок. 1843—?), умерла после 1858 года
  - Сестра Мария (ок. 1846—?), умерла после 1858 года
  - Сестра Павла (ок. 1849—?), умерла после 1858 года
- Жена — Елизавета Михайловна (4 апреля 1851, Курган — 1939, Москва), дочь управляющего Тобольским приказом о ссыльных Михаила Павловича Угрюмовского (? — 1879) и Александры Ивановны.
  - Сын Андрей (6 (18) января 1874 года — 5 января 1956 года, Канада), фермер
  - Дочь Екатерина (9 (21) октября 1875 года, Курган — в детстве)
  - Сын Сергей (22 апреля (4 мая)  1877 года, д. Логовушка — 29 июня 1933 года, Томск), инженер-гидроэнергетик. С 1 января 1904 года открыт «Чугуно-меднолитейный и механический завод инженера С. А. Балакшина» (ныне Кургансельмаш)
  - Сын Николай (30 ноября (12 декабря)  1879 года, д. Логовушка — в детстве)
  - Дочь Лидия (21 декабря 1881 года (2 января 1882 года), Курган — в детстве)
  - Дочь Мария (24 июня (6 июля)  1883 года, Курган — ?)
  - Сын Александр (1888 — 10 (22) октября 1897 года, Курган)